# Campionato nordamericano maschile di pallavolo 2001
Il XVII campionato nordamericano maschile di pallavolo si è svolto dal 21 al 26 settembre 2001 a Bridgetown, a Barbados. Al torneo hanno partecipato 7 squadre nazionali nordamericane e la vittoria finale è andata per la tredicesima volta a Cuba.

## Gironi
| Girone A                             | Girone B                       |
| ------------------------------------ | ------------------------------ |
| Barbados Canada Cuba Rep. Dominicana | Messico Porto Rico Stati Uniti |

## Fase finale

### Finali 1º e 3º posto
|  | Quarti          | Quarti          |             |                 | Semifinale         | Semifinale         |  |  | Finale 1º/2º posto | Finale 1º/2º posto |
|  |                 |                 |             |                 |                    |                    |  |  |                    |                    |
|  |                 |                 |             |                 |                    |                    |  |  |                    |                    |
|  |                 |                 |             |                 |                    |                    |  |  |                    |                    |
|  | -               | -               |             |                 |                    |                    |  |  |                    |                    |
|  | -               | -               |             |                 |                    |                    |  |  |                    |                    |
|  | -               | -               |             |                 |                    |                    |  |  |                    |                    |
|  | -               | -               | Cuba        | 3               |                    |                    |  |  |                    |                    |
|  |                 |                 | Cuba        | 3               |                    |                    |  |  |                    |                    |
|  |                 | Canada          | 0           |                 |                    |                    |  |  |                    |                    |
|  | Canada          | Canada          | 0           | 3               |                    |                    |  |  |                    |                    |
|  | Canada          |                 |             | 3               |                    |                    |  |  |                    |                    |
|  | Porto Rico      | 1               |             |                 |                    |                    |  |  |                    |                    |
|  | Porto Rico      | 1               | Cuba        | 3               |                    |                    |  |  |                    |                    |
|  |                 |                 | Cuba        | 3               |                    |                    |  |  |                    |                    |
|  |                 | Stati Uniti     | 0           |                 |                    |                    |  |  |                    |                    |
|  | -               | Stati Uniti     | 0           | -               |                    |                    |  |  |                    |                    |
|  | -               |                 |             | -               |                    |                    |  |  |                    |                    |
|  | -               | -               |             |                 |                    |                    |  |  |                    |                    |
|  | -               | -               | Stati Uniti | 3               | Finale 3º/4º posto | Finale 3º/4º posto |  |  |                    |                    |
|  |                 |                 | Stati Uniti | 3               | Finale 3º/4º posto | Finale 3º/4º posto |  |  |                    |                    |
|  |                 | Rep. Dominicana | 1           |                 |                    |                    |  |  |                    |                    |
|  | Rep. Dominicana | Rep. Dominicana | 1           | 3               | Canada             | 3                  |  |  |                    |                    |
|  | Rep. Dominicana |                 |             | 3               | Canada             | 3                  |  |  |                    |                    |
|  | Messico         | 2               |             | Rep. Dominicana | 0                  |                    |  |  |                    |                    |
|  | Messico         | 2               |             |                 | 0                  |                    |  |  |                    |                    |
|  |                 |                 |             |                 |                    |                    |  |  |                    |                    |
|  |                 |                 |             |                 |                    |                    |  |  |                    |                    |

## Classifica finale
| Classifica | Squadre         | Qualificazione           |
| ---------- | --------------- | ------------------------ |
|            | Cuba            | Grand Champions Cup 2001 |
|            | Stati Uniti     |                          |
|            | Canada          |                          |
| 4          | Rep. Dominicana |                          |
| 5          | Porto Rico      |                          |
| 6          | Messico         |                          |
| 7          | Barbados        |                          |